# Nagy Mihály (régész)
Nagy Mihály (Kaba, 1957. január 29.– ) régész

## Élete
Az Eötvös Loránd Tudományegyetem Bölcsésztudományi Karának Régészeti Tanszékén szerzett régész-muzeológus képesítést 1983-ban. 1986-ig a Magyar Tudományos Akadémia Tudományos Minősítő Bizottságának ösztöndíjasaként a Magyar Nemzeti Múzeum volt a kijelölt kutatóhelye.
1986 óta gyűjteményvezető a Magyar Nemzeti Múzeum régészeti osztályán (Római Gyűjtemény). 1989 és 1993 között a múzeum tudományos titkára. 1990-ben a Magyar Tudományos Akadémián  történelemtudományból (régészet) kandidátusi fokozatot szerzett. 1990-1993 között a Seuso-kincs tulajdonjogáért folytatott perben szakértő tanúként képviselte a kormányt. 1998 augusztusa óta a Nemzeti Kulturális Örökség Minisztériuma Műemléki Főosztályán, 2004. március 1-jétől a Nemzeti Kulturális Örökség Minisztérium Európai Uniós és Stratégiai Főosztályán, 2006. szeptember 1-jétől az Oktatási és Kulturális Minisztérium Közgyűjteményi Főosztályán dolgozott. 2008 és 2010 között Brüsszelben, az Európai Bizottság Oktatási és Kulturális Főigazgatóságának szakértője. 2010-től a Nemzeti Erőforrás Minisztérium, illetve az Emberi Erőforrások Minisztériuma munkatársa volt. Rendszeresen publikál és tart előadást nemzetközi és hazai fórumokon.

## Szerepe a Seuso-kincs magyar vonatkozásainak feltárásában
Amikor a patinás brit aukciósház, a Shotesby's 1990-ben műtárgy-árverést szervezett New Yorkban, az aukciós katalógus legígéretesebb tétele egy több darabos, rendkívül míves, késő római ezüstedényekből, tálakból, és kupákból álló páratlan értékű kollekció volt. A Magyar Nemzeti Múzeum régésze, Nagy Mihály az egyik újság híre alapján figyelt fel a Shotesby's árverésére, a magyar archeológus megszerezte a Shotesby's katalógusát, és tüzetesen megvizsgálta a licitre felkínált római ezüstkincsről készített fotókat. Nagy Mihály felfedezte, hogy az egyik gazdagon díszített nagyméretű tál szélén a „Pelso" felirat olvasható az ezüstbe vésve, ami nem más, mint a Balaton római kori neve. A katalógusban szereplő méretadatokból Nagy Mihály rájött arra is, hogy az ugyancsak díszes mosdótál pontosan beleillik abba a Polgárdi határában 1878-ban megtalált ezüstből készült római kori tripuszba, azaz edénytartó állványba, amit ekkor már több mint száz éve a Magyar Nemzeti Múzeum értéktárában őriztek. Nagy Mihály értesítette a hatóságokat, a régész felfedezése pedig mozgásba lendítette a magyar kulturális kormányzatot, valamint a bel- és külügyi apparátust.

## Jelentősebb tudományos publikációi
http://www.regeszet.org.hu/onelet/nagymihaly.pdf